# Japon-Tonga en rugby à XV

## Les confrontations
Voici la liste des confrontations entre ces deux équipes :
| No | Date              | Lieu                                                | Match         | Score   | Compétition              |
| -- | ----------------- | --------------------------------------------------- | ------------- | ------- | ------------------------ |
| 1  | 8 avril 1990      | Chichibu Stadium, Tokyo Japon                       | Japon – Tonga | 28 – 16 | Test match               |
| 2  | 11 février 1995   | Nagoya Japon                                        | Japon – Tonga | 16 – 47 | Test match               |
| 3  | 19 février 1995   | Chichibu Stadium, Tokyo Japon                       | Japon – Tonga | 16 – 24 | Test match               |
| 4  | 8 mai 1999        | Chichibu Stadium, Tokyo Japon                       | Japon – Tonga | 44 – 17 | Test match               |
| 5  | 3 juin 2000       | Chichibu Staduim, Tokyo Japon                       | Japon – Tonga | 25 – 26 | Test match               |
| 6  | 25 mai 2002       | Kumagaya Japon                                      | Japon – Tonga | 29 – 41 | Test match               |
| 7  | 4 juin 2006       | Fukuoka Japon                                       | Japon – Tonga | 16 – 47 | Pacific 5 Nations        |
| 8  | 2 juin 2007       | BCU International Stadium, Coffs Harbour, Australie | Japon – Tonga | 20 – 17 | Pacific Nations Cup      |
| 9  | 15 juin 2008      | Chichi Stadium, Tokyo Japon                         | Japon – Tonga | 35 – 13 | Pacific Nations Cup      |
| 10 | 27 juin 2009      | Churchill Park, Lautoka Fidji                       | Japon – Tonga | 21 – 19 | Pacific Nations Cup      |
| 11 | 26 juin 2010      | Apia Park, Apia Samoa                               | Japon – Tonga | 26 – 23 | Pacific Nations Cup      |
| 12 | 9 juillet 2011    | Stade National, Suva Fidji                          | Japon – Tonga | 28 – 27 | Pacific Nations Cup      |
| 13 | 21 septembre 2011 | Okara Park, Whangarei Nouvelle-Zélande              | Japon – Tonga | 18 – 31 | Coupe du monde (Poule A) |
| 14 | 10 juin 2012      | Chichibu Stadium, Tokyo Japon                       | Japon – Tonga | 20 – 24 | Pacific Nations Cup      |
| 15 | 25 mai 2013       | Nippatsu Mitsuzawa StadiumYokohama Japon            | Japon – Tonga | 17 – 27 | Pacific Nations Cup      |
| 16 | 3 août 2015       | Stade Swangard, Burnaby Canada                      | Japon – Tonga | 20 – 31 | Pacific Nations Cup      |
| 17 | 18 novembre 2017  | Stade Ernest-Wallon, Toulouse, France               | Japon – Tonga | 39 – 6  | Test match               |
| 18 | 3 août 2019       | Hanazono Rugby Stadium, Higashiōsaka Japon          | Japon – Tonga | 41 – 7  | Pacific Nations Cup      |
| 19 | 29 juillet 2023   | Hanazono Rugby Stadium, Higashiōsaka Japon          | Japon – Tonga | 21 – 16 | Test match               |